# Personaggi di Berserk
Questa è la lista dei personaggi di Berserk, manga di Kentarō Miura. Essi compaiono anche nelle due serie televisive anime, nella trilogia di film e nelle restanti opere derivate. La serie è ambientata in una sorta di Medioevo dark fantasy e si incentra sulle figure di Gatsu, un guerriero solitario in cerca di vendetta, e Grifis, il carismatico leader di una compagnia di ventura chiamata Squadra dei Falchi, che stringe un patto con gli arcidemoni della Mano di Dio per rinascere come loro pari, sacrificando così i suoi compagni.

## Personaggi principali

### Gatsu
Gatsu (ガッツ?, Gattsu), Guts nell'edizione italiana dell'anime, è il protagonista della serie. È un mercenario che viaggia di compagnia in compagnia per continuare a combattere. Dopo l'incontro con Grifis, viene da questi sconfitto ed è costretto a unirsi alla Squadra dei Falchi. È apparso anche in tutti i videogiochi della serie. Si tratta di un eroe Byroniano, nato come qualcuno capace di opporsi alla causalità. Inizialmente, verrà adottato da una prostituta di nome Sys e in seguito dal leader di una compagnia di mercenari, Gambino; solo in seguito si imbatterà nella Squadra dei Falchi.
La dinamica e turbolenta relazione tra Gatsu e Grifis, il leader della Squadra dei Falchi, sarà il fulcro dei primi tredici volumi della serie. In seguito agli eventi dell'Eclissi, durante la quale perderà l'avambraccio sinistro e l'occhio destro, Gatsu parte in missione per vendicarsi di Grifis, ora divenuto Phemt. Lungo il viaggio, si riunirà a Caska, dopo due anni di separazione. In seguito alla Cerimonia di Incarnazione alla Torre della Condanna di Albione, Gatsu formerà un gruppo di compagni.
Può essere visto come l'opposto di Grifis in tutto e per tutto. Fisicamente, Gatsu appare come un guerriero alto e muscoloso con dei corti capelli neri, un corpo coperto di cicatrici, che brandisce uno spadone mastodontico e indossa un'armatura maledetta, mentre Grifis è di altezza media, magro, dai lunghi capelli argentati, dalla pelle immacolata e che brandisce una sciabola. Gatsu porta un mantello nero stracciato e, pur essendo incredibilmente abile, combatte in modo mostruoso, facendo tutto il necessario per vincere. Grifis, al contrario, indossa un'armatura bianca e combatte in modo molto raffinato, come uno schermitore. Inoltre, i due hanno anche l'effetto opposto su tutte le persone che incontrano. Le persone sono naturalmente attratte da Grifis al primo incontro e sono disposte a combattere e morire per lui senza esitare, mentre Gatsu è solitamente temuto e detestato da tutti coloro che incontra finché non imparano a conoscerlo, iniziando quindi spesso a lodarlo come un eroe. Queste differenze sono riscontrate anche nelle loro azioni e nelle loro morali. Gatsu appare come un guerriero spietato che però fa tutto il possibile per proteggere le persone intorno a lui, mentre Grifis è in realtà disposto a sacrificare tutto e tutti per perseguire il suo obiettivo. Infine, mentre Gatsu non esita ad affrontare personalmente chiunque gli si pari davanti, Grifis preferisce evitare lo scontro e favorisce la manipolazione.
Doppiato in giapponese da Nobutoshi Canna (anime 1997) e Hiroaki Iwanaga (film e anime 2016) e in italiano da Patrizio Prata (anime 1997) e Alessandro Budroni (film).

### Caska
Caska (キャスカ?, Kyasuka) è l'unica donna presente nella Squadra dei Falchi originale e una guerriera seconda solo a Grifis e Gatsu in termini di abilità di combattimento. La sua relazione con i due la rende inizialmente un personaggio scontroso e capriccioso. In un flashback, viene rivelato che Caska si è unita alla Squadra dei Falchi dopo che Grifis la salvò da un nobile che intendeva stuprarla dopo aver pagato i suoi genitori; da allora, nutre per l'uomo una profonda ammirazione, arrivando quasi a idolatrarlo. Nonostante inizialmente fosse contraria all'unione di Gatsu alla squadra, con il tempo inizierà ad accettarlo come compagno d'arme, venendo da lui salvata molte volte, e segretamente se ne innamorerà. Quando Gatsu è in procinto di lasciare la squadra, Caska tenta di convincerlo a restare, ma senza successo. In seguito all'imprigionamento di Grifis, diviene il temporaneo leader della squadra, costretta a nascondersi in quanto proclamata fuorilegge dal re. Al ritorno di Gatsu, Caska lo accusa delle attuali condizioni di Grifis e in seguito gli confessa di aver fallito come leader, tentando poi il suicidio. Gatsu la salva e i due si confessano i propri sentimenti, decidendo di partire per salvare Grifis il giorno seguente.
La missione di salvataggio ha successo, ma Grifis sacrifica poco dopo tutti i falchi durante l'Eclissi. Caska è costretta a guardare tutti i suoi compagni morire uno dopo l'altro, venendo infine violentata da Grifis, rinato come Phemt. Questo atto traumatizza Caska, la cui mente regredisce a uno stato infantile e cancella ogni ricordo passato come mezzo di difesa per proteggersi dal trauma. Oltre a essere stata marchiata, divenendo dunque bersaglio delle creature malvagie che vagano la notte, Caska dà anche alla luce prematuramente il figlio nato dal rapporto sessuale tra lei e Gatsu, il quale è stato però corrotto a causa dello stupro da parte di Grifis e nasce come creatura deforme. In seguito, Caska viene affidata alle cure di Godor, ma fugge e raggiunge Albione. Lì viene salvata da Gatsu, che decide di restare con lei per proteggerla, pur sapendo che la presenza combinata dei loro due marchi attirerà ancora più mostri. I suoi tentativi di proteggere Caska lo porteranno però a perdere la sua fiducia quando, in un impeto di rabbia controllato dalla sua belva interiore, la attaccherà quasi strangolandola. La presenza stessa di Caska sarà vitale per impedire a Gatsu di venire consumato dall'odio e dal suo desiderio di vendetta. Fuori dalla città di Vritanis, Gatsu scopre dal Cavaliere del Teschio che con l'aiuto del Re degli Elfi di Elfheim è possibile guarire l'attuale condizione di Caska, benché il cavaliere lo avvertà che "non è detto che ciò a cui desidera corrisponda a ciò che anela quella fanciulla". Giunti a Elfheim e con l'aiuto di Shilke e Farnese, i ricordi di Caska vengono ripristinati, benché le due comprendano le parole del Cavaliere del Teschio: Caska non vuole che i suoi ricordi vengano restaurati poiché ciò significherebbe rivivere i traumi dell'Eclissi. Farnese promette però di aiutarla a liberarsi del dolore, e così la sua mente ritorna quella di un tempo.
Doppiata in giapponese da Yūko Miyamura (anime 1997) e Toa Yukinari (film e anime 2016) e in italiano da Cinzia Massironi (anime 1997) e Federica De Bortoli (film).

### Grifis
Grifis (グリフィス?, Gurifisu), Griffith nell'edizione italiana dell'anime, è il leader e fondatore della banda di mercenari nota come Squadra dei Falchi, che prende il nome dall'elmo a forma di una testa di falco che Grifis indossa (e che gli è anche valso il soprannome di "Falco Bianco"). Straordinariamente carismatico, intelligente, di bell'aspetto e ambizioso, l'abilità di Grifis con la sciabola e le sue strategie di combattimento hanno garantito alla squadra una reputazione di invincibilità, rendendola così la scelta favorita del Re di Midland, da più di un secolo in guerra con l'impero di Tudor. Credendo di essere destinato a grandi cose, Grifis è disposto a sacrificare tutto pur di perseguire il suo sogno, ovvero avere un proprio regno. La fonte della sua ambizione è il Bejelit Cremisi, donatogli da un veggente che lo definì un "Uovo del Re Conquistatore", con il potere di tramutare una semplice persona in un grande sovrano.
Le uniche due persone delle quali Grifis si fidava veramente erano Gatsu e Caska, con i quali spesso si confidava. Spesso, nel corso della serie, vengono sottolineati i sentimenti che Grifis nutre per Gatsu, che desidera mantenere ossessivamente sempre al suo fianco da quando riuscì a sconfiggerlo in duello. Al termine della Guerra dei Cent'Anni, Grifis viene a sapere che Gatsu intende abbandonare la Squadra dei Falchi e minaccia di ucciderlo pur di non lasciarlo andare via, venendo però sconfitto quando Gatsu gli spezza di netto la sciabola e si allontana. Più tardi quella notte, Grifis seduce la principessa Charlotte e viene scoperto e imprigionato dal re, che ordina di sterminare la Squadra dei Falchi definendoli criminali ricercati. Un anno dopo, ormai divenuto un guscio vuoto ricolmo di odio e un'ombra di ciò che era in passato, Grifis viene salvato da Caska, Gatsu, Judo e Pipin. In seguito all'attacco di Wyald e alla realizzazione che nulla tornerà come prima, Grifis attiva il Bejelit Cremisi in un atto di disperazione, trasportando sé stesso e i falchi in una dimensione parallela, dove la Mano di Dio gli offre di sacrificare l'intera squadra agli apostoli che si sono radunati in zona in cambio di un posto fra di loro. Grifis accetta, convinto che qualche morte non sarà di grande importanza purché egli raggiunga il proprio sogno, scatenando gli apostoli contro la squadra e dando il via all'Eclissi. Accettati i termini della Mano di Dio, Grifis trascende la realtà stessa e diventa un demone incorporeo con indosso un'armatura nera e dotato di ali simili a un mantello. Ribattezzato Phemt e non più legato da un corpo umano, comprendendo ciò che ha in serbo per lui l'Idea del Male, Grifis violenta Caska come atto di sfida verso Gatsu. Due anni dopo, Grifis viene riportato sul piano fisico quando l'Uovo di un Mondo Perfetto orchestra la Cerimonia di Incarnazione alla Torre della Condanna di Albione, utilizzando il neonato deforme di Caska per far rinascere il Falco Bianco. Grifis forma quindi una seconda Squadra dei Falchi, composta sia da apostoli che da esseri umani, rendendosi il solo condottiero militare dell'esercito di Midland. Inoltre, guadagna la fiducia della Santa Sede, con il pontefice che lo ribattezza il "Falcone di Luce" e celebra il matrimonio fra lui e Charlotte. Dopo la sconfitta dell'impero Kushan e la morte di Ganishuka, Grifis fonda la città di Falconia, che funge sia da rifugio sicuro per gli esseri umani e sia da capitale per il neonato impero di Midland. Nonostante l'aspetto utopistico di Falconia, l'impero stabilisce un forte regime totalitario con Grifis come sovrano indiscusso di Midland e tutti gli oppositori che vengono processati e giustiziati dalla Santa Sede come eretici o segretamente assassinati da Laqushas.
Doppiato in giapponese da Toshiyuki Morikawa (anime 1997) e Takahiro Sakurai (film e anime 2016) e in italiano da Giorgio Bonino (anime 1997) e Riccardo Niseem Onorato (film).

## Squadra dei Falchi
La Squadra dei Falchi (鷹の団?, Taka no Dan) è un gruppo di mercenari capitanato da Grifis. Grazie agli strabilianti risultati ottenuti sul campo, la banda viene arruolata nelle file dell'esercito delle Midlands nella guerra contro Tuder, e ha un ruolo decisivo nel vincere il conflitto con la presa della fortezza di Doldrey. Durante l'eclisse i membri della squadra vengono sacrificati da Grifis e massacrati dagli apostoli; si salvano solo Gatsu e Caska, grazie all'intervento del Cavaliere del Teschio, e Rickert, che al momento era assente.

### Judo
Judo (ジュドー?, Jyudō), Judeau nell'edizione italiana dell'anime, è un ex-artista circense molto abile nel lancio di coltelli. È ritenuto uno dei migliori combattenti di Grifis, ma la sua più grande forza deriva dalla sua capacità di comprendere le emozioni altrui, come mostrato dal fatto che è il primo a rendersi conto del forte legame tra Gatsu e Caska, prima ancora che i due stessi se ne accorgano. Paziente, calmo e pragmatico, Judo è spesso la voce della ragione. Dalla personalità tollerante e ottimista, mette sempre gli interessi dei suoi compagni prima dei propri e non fatica per nulla a comprendere i problemi o le reali intenzioni di chi gli sta intorno. Come confessa a Gatsu, è molto bravo in molte cose, ma non eccelle in nulla. Durante la sua permanenza nella Squadra dei Falchi, si innamora segretamente di Caska, ma non lo rivelerà mai e nasconderà fino all'ultimo i suoi sentimenti, per rispetto verso lei e Gatsu e riconoscendo che lei è più felice con lui. Muore difendendo Caska durante l'Eclissi, perdendo l'utilizzo di un braccio a causa di un apostolo e venendo trafitto da un altro mentre faceva da scudo a Caska con il suo corpo; poco prima di morire dissanguato, rimpiangerà fra sé e sé di non essere mai riuscito a confessarle i suoi sentimenti.
Doppiato in giapponese da Akira Ishida (anime 1997) e Yūki Kaji (film) e in italiano da Luca Bottale (anime 1997) e Daniele Raffaeli (film).

### Pipin
Pipin (ピピン?), Pippin nell'edizione italiana dell'anime, è un uomo mastodontico che brandisce un'enorme mazza. Ex-minatore unitosi alla Squadra dei Falchi, i suoi sensi sviluppati, la sua grande reattività e la sua forza bruta sono stati sufficienti a salvare il gruppo in più occasioni (in particolare, è il primo a intuire l'imboscata dell'esercito di Midland dopo la cattura di Grifis). Nonostante l'aspetto imponente e intimidatorio, è una persona sempre tranquilla. Uomo di poche parole, sono in molti a dubitare della sua intelligenza, venendo sempre smentiti. Trascorre spesso il tempo con Rickert, per il quale è come un fratello maggiore. Muore durante l'Eclissi, venendo massacrato da un gruppo di apostoli per permettere a Caska di fuggire con Judo. Il suo cadavere viene usato come esca dal Conte per attirare Gatsu in trappola.
Doppiato in giapponese da Masuo Amada (anime 1997) e Takahiro Fujiwara (film) e in italiano da Stefano Albertini (anime 1997) e David Ragona (film).

### Kolcas
Kolcas (コルカス?, Korukasu), Corkus nell'edizione italiana dell'anime, è un uomo sguaiato e con manie di grandezza, che prima di unirsi alla Squadra dei Falchi guidava un gruppo di banditi. Cinico, pavido e sbruffone, non è molto abile nel combattimento, ma, nonostante il suo atteggiamento, è uno dei membri più leali della Squadra dei Falchi. È il primo a scontrarsi con Gatsu per tentare di derubarlo del denaro che questi ha guadagnato sconfiggendo Bazooso, fallendo però miseramente e obbligando prima Caska e poi Grifis a intervenire. Da allora, nutre un profondo risentimento verso Gatsu e non riesce ad accettarlo come membro della squadra. Muore durante l'Eclissi quando, dopo essersi auto-convinto di essere in un sogno per rifiutarsi di accettare quanto gli sta accadendo intorno, viene divorato da un apostolo che si finge un'attraente donna e gli divora la testa dopo averlo abbracciato.
Doppiato in giapponese da Tomohiro Nishimura (anime 1997) e Yoshiro Matsumoto (film) e in italiano da Marco Balzarotti (anime 1997) e Franco Mannella (film).

### Rickert
Rickert (リッケルト?, Rikkeruto) è il membro più giovane della Squadra dei Falchi e l'unico sopravvissuto insieme a Gatsu e Caska, in quanto non ha partecipato alla missione di salvataggio di Grifis ed è stato risparmiato dall'Eclissi. In seguito, all'oscuro della realtà dei fatti, nei due anni successivi diventa un apprendista del fabbro Godor e forgia una serie di spade che fungono da memoriali per i suoi vecchi compagni, formando così l'iconica "Collina di Spade". È proprio Rickert a migliorare l'armatura di Gatsu e a sostituire la sua balestra con una a ripetizione. Quando Gatsu e Grifis si incontrano sulla collina, Rickert scopre come il secondo ha condannato tutti i membri della squadra a morti orribili, lasciando Gatsu mutilato e Caska traumatizzata. In seguito alla morte di Godor e alla distruzione della miniera ad opera di Zodd, Rickert raggiunge Falconia assieme alla nipote adottiva di Godor, Erica. Lì, pur notando l'apparente generosità di Grifis e riconoscendo il bene che egli ha fatto alla popolazione, ammette di non poterlo perdonare a causa delle sue azioni e declina la sua offerta di unirsi alla nuova Squadra dei Falchi. Viene quindi attaccato durante la notte da Laqushas sotto ordine di Rocks o dello stesso Grifis, ma viene salvato dall'intervento di Shilat e delle sue guardie del corpo, riuscendo quindi a fuggire dalla capitale. A bordo di un vascello dell'impero Kushan, riesce a riunirsi alla compagnia di Gatsu.
Doppiato in giapponese da Akiko Yajima (anime 1997) e Minako Kotobuki (film e anime 2016) e in italiano da Davide Garbolino (anime 1997) e Tito Marteddu (film).

### Gaston
Gaston (ガストン?, Gasuton) è il braccio destro del gruppo di Gatsu all'interno della Squadra dei Falchi. Viene spesso visto al fianco del suo comandante, che rispetta profondamente sia come capitano che come amico. Durante lo scontro per una roccaforte di Tudor che si trasforma in una vera e propria carneficina con l'arrivo di Zodd, è il primo a cercare di tenere a freno Gatsu per evitare che venga ucciso, ma viene minacciato; ciononostante, è il primo a intervenire contro Zodd per aiutare i compagni. Poco dopo la battaglia per Doldrey, Gaston lascia la Squadra dei Falchi per aprire un negozio di sartoria a Wyndham utilizzando i guadagni ricavati dalla vita come mercenario. Tuttavia, una volta scoperto dell'esilio della squadra, chiude il negozio per tornare con loro, rivelando a Gatsu di vederli come una famiglia. Appena primi dell'Eclissi, lui e alcuni uomini si offrono di accompagnare Gatsu lungo il corso dei suoi viaggi, riconoscendo che la Squadra dei Falchi non può più continuare a esistere dopo i recenti avvenimenti. È l'ultimo a morire durante l'Eclissi e viene trovato da Gatsu gravemente ferito, prima che uno dei parassiti del Conte gli fuoriesca dal cranio facendolo esplodere. Nel film, questa scena è assente e Gatsu semplicemente trova il suo cadavere.
Doppiato in giapponese da Masahito Kawanago (anime 1997) e Kazuki Yao (film) e in italiano da Gabriele Calindri (anime 1997) e Sacha De Toni (film).

## Compagnia di Gatsu

Parte della compagnia di Gatsu: da sinistra Gatsu, Caska, Farnese, Serpico e Isidoro. In basso a sinistra Pak.

### Pak
Pak (パック?, Pakku), chiamato Puck nella versione inglese, è uno spirito del vento originario di Elfheim, un villaggio utopico situato nella remota Isola di Skellig. Gli elfi dell'universo di Berserk sono visibili solo a coloro che posseggono una mente aperta; i religiosi, per esempio, non possono vederli, cosa che Pak spesso userà a proprio favore per scherzare. Può secernere una polvere dalle proprie ali che guarisce rapidamente le ferite e può emettere accecanti fasci di luce per abbagliare i nemici. Spesso ricorre anche al lancio di castagne. Ha un carattere irresponsabile, frivolo e pigro. È stato il primo a unirsi al viaggio di Gatsu e, dopo il suo scontro con il Conte, si è particolarmente affezionato al suo Bejelit. Dopo l'arco del Guerriero Nero, Pak viene con il tempo relegato al semplice ruolo di spalla comica. In molte situazioni viene disegnato in modi esagerati insieme a Isidoro e ha sviluppato anche un rapporto di amore-odio con l'elfa Ibarella.
Doppiato in giapponese da Kaoru Mizuhara (anime 2016).

### Farnese de Vandimion
Farnese de Vandimion (ファルネーゼ・ド・ヴァンディミオン?, Farunēze do Vandimion) è una nobildonna a capo delle forze armate della Santa Sede, i cavalieri della Santa Catena di Ferro. Poiché, per tradizione, a capo di questo corpo vi è sempre una donna, Farnese è stata selezionata durante la sua permanenza nel convento nel quale era stata inviata da suo padre, Federico de Vandimion. Fanatica religiosa e pirofila, Farnese dà intensamente la caccia a eretici e pagani e prova un piacere sadico nel vederli bruciare sul rogo. Lei e Serpico abbandonano la Santa Sede dopo la frammentazione di ogni loro credenza religiosa in seguito alla strage alla Torre della Condanna di Albione e alla reincarnazione di Grifis. Da allora, ha scelto di unirsi a Gatsu nella speranza di scoprire di più sul mondo e con il tempo è divenuta più gentile e benevola. Ha inoltre cominciato a studiare le magie sotto la tutela di Shilke. Sembra anche avere una cotta per Gatsu, nonostante il suo ruolo di tutrice di Caska la porti a evitare sempre gli scontri. Oltre a una cotta e una spada d'argento per difendersi dalle creature del mondo astrale, Farnese ha anche ricevuto da Shilke un anello che le permette di manipolare tre viticci spinosi dalle fattezze serpentine.
Doppiata in giapponese da Yōko Hikasa (anime 2016).

### Serpico
Serpico (セルピコ?, Serupiko) è il valletto di Farnese e, a insaputa della ragazza, il suo fratellastro. Venne concepito da Federico de Vandimion con una domestica, e, sebbene non venga riconosciuto dal padre, gli venne conferito un titolo nobiliare e la possibilità di abitare a palazzo. Durante la sua permanenza subisce torture e maltrattamenti da parte di Farnese, la quale lo elegge a suo valletto personale, ma ciononostante instaura con lei un forte legame e si dimostra molto protettivo nei suoi confronti. In seguito entra a far parte della Sacra Catena Ferrea come araldo di Farnese. Educato e leale; sotto la sua apparente aria mite e compassata si nasconde in realtà un fiorettista eccellente e un abile stratega. Grazie alle sue doti è sopravvissuto a due scontri con Gatsu. Quando Farnese decide di seguire il Guerriero Nero, Serpico si dimostra contrario, considerandolo un rivale e una fonte di pericolo e di sventura per la sorellastra, ma col tempo si abituerà a vederlo come un compagno. Possiede una cappa e una spada magiche, donategli da Flora, che controllano i silfe, ossia spiritelli del vento che sono in grado di farlo volare e di tagliare ogni cosa.
Doppiato in giapponese da Kazuyuki Okitsu (anime 2016).

### Azan
Azan (アザン?) è un ex-membro dei cavalieri della Sacra Catena di Ferro e il braccio destro di Farnese. È stato incaricato di ricoprire il ruolo poiché Farnese non era ritenuta abbastanza competente da operare senza un supervisore. Appare come un uomo di mezz'età, calvo e corpulento, con una forza fisica fuori dal comune. In combattimento maneggia un pesante bastone ferrato. È soprannominato il "Cavaliere del Ponte" per aver difeso un anziano su un ponte per un'intera giornata contro dei banditi. Nonostante il temperamento serio e ligio al dovere, nutre dei dubbi sui metodi della Santa Sede nella gestione dei presunti eretici. Durante lo scontro alla Torre della Condanna di Albione, si batte con gli apostoli sopraggiunti e si salva per miracolo solo quando alcune macerie lo tramortiscono e lasciano parzialmente sepolto. Rincontra gruppo a Vritannis, dove rivela di essere stato espulso dall'ordine e scomunicato in seguito ai disastrosi eventi di Albione. Si unisce quindi alla compagnia di Gatsu, addestrando Isidoro.
Doppiato in giapponese da Hiroki Yasumoto (anime 2016).

### Isidoro
Isidoro (イシドロ?, Ishidoro) è un giovane ladruncolo che ha abbandonato casa e famiglia per diventare un maestro spadaccino. Quando Gatsu lo salva da un attacco delle vedette Barkilaka dei Kushan, decide di accompagnarlo nel suo viaggio per "imparare osservando le sue tecniche". Pur non essendo portato per la scherma, è un esperto lanciatore capace di centrare il bersaglio da grande distanza tirando sassi. Viene spesso fatto intuire che avesse seri problemi con i propri genitori, poiché ogni volta che viene tirato fuori l'argomento diventa aggressivo, si mette sulla difensiva o ignora completamente ogni domanda. Riceve da Flora un pugnale con il potere delle salamandre, spiriti del fuoco che infiammano ogni fendente, e l'anziano di un villaggio salvato dal gruppo gli dona una piccola sciabola. Spesso bisticcia con Shilke, che lo ritiene avventato e rozzo.
Doppiato in giapponese da Hiro Shimono (anime 2016).

### Shilke
Shilke (シールケ?, Shīruke) è una giovanissima strega apprendista di Flora. Aiuta il gruppo di Gatsu con un'infestazione di troll in un villaggio vicino e, dopo la morte di Flora e su precedente richiesta della stessa maestra, si unisce al gruppo di Gatsu nel viaggio verso Elfhelm. Poiché è sempre vissuta in isolamento nel bosco insieme con Flora, Shilke è buona di cuore, ingenua, ignorante e a tratti spaventata dal mondo e dalle altre persone, ma supera le sue paure grazie ai suoi nuovi compagni. Le sue abilità nell'utilizzo della magia sono straordinarie per la sua età e spesso tornano utili in battaglia, dove si vede costretta a utilizzare incantesimi rischiosi e instabili. Possiede l'abilità di proiezione astrale, che si rivela fondamentale nell'aiutare Gatsu a mantenere la propria sanità mentale quando utilizza l'Armatura del Berserk. È sempre accompagnata dall'elfa Ibarella. Poiché disprezza Isidoro e lo considera una scimmia incompetente, i due spesso bisticciano, portando a situazioni comiche. Sebbene inizialmente ne fosse spaventata, col tempo incomincia a provare per Gatsu un sentimento di ammirazione misto ad attrazione. A Vritannis, Sonia le offre di abbandonare la compagnia per unirsi alla Squadra dei Falchi, ma Shilke rifiuta proprio pensando a Gatsu.
Doppiata in giapponese da Chiwa Saitō (anime 2016).

### Ibarella
Ibarella (イバレラ?, Ibarera) è un'elfa incaricata da Flora di badare a Shilke. Spesso fornisce agli altri membri del gruppo informazioni importanti mentre Shilke è in trance durante un incantesimo. Come Pak, svolge principalmente il ruolo di spalla comica, principalmente provocando Farnese per la sua bassa autostima e prendendo in giro Shilke per la sua infatuazione per Gatsu. Ha un rapporto di amore-odio con Pak.
Doppiata in giapponese da Satomi Arai (anime 2016).

### Magnifico de Vandimion
Magnifico de Vandimion (マニフィコ・ド・ヴァンディミオン?, Manifiko do Vandimion) è il figlio di Federico e fratello di Farnese. Considerato un inetto dal padre, gli sono stati affidati i compiti di minore importanza della famiglia. Nel tentativo di elevare la propria posizione, organizza un matrimonio tra Farnese e il suo migliore amico, Roderick von Staufen. Quando Gatsu parte per Elfheim, Magnifico lo accompagna a bordo della nave di Roderick nel tentativo di catturare e rivendere gli elfi a scopi commerciali. Convince Pak ad aiutarlo promettendogli la corona di Elfheim in quanto Roderick non vuole avere nulla a che fare con il piano, ma i due vengono scoperti e costretti ai servizi sociali sull'isola.

### Roderick von Staufen
Roderick von Staufen (ロデリック・オブ・シュタウフェン?, Roderikku obu Shutaufen) è il terzo principe della nazione insulare di Iith e capitano del vascello Cavalluccio marino. Come l'amico Magnifico de Vandimion ritiene di non essere rispettato a sufficienza dalla sua famiglia. In qualità di marinaio dà grande importanza all'esplorazione marittima, mentre i suoi fratelli preferiscono dedicarsi alla politica interna. Accetta di sposare Farnese come parte del piano di Magnifico di accostare il proprio nome a quello della famiglia reale di Iith. Le sue motivazioni sono inizialmente legate ai vasti favori che gli sarebbero concessi dalla famiglia Vandimion, ma in seguito si affeziona realmente a Farnese. Ha un carattere aperto, leale e coraggioso, ed è un abile stratega ed esperto schermidore. Decide di aiutare Gatsu e i suoi compagni a raggiungere Elfhelm.

### Isma
Isma (イスマ?, Isuma) è una ragazza adolescente che vive una vita da pescatrice solitaria su un'isola piccola e remota. Pur essendo gentile, allegra ed energica, vive come una reietta. Questo perché suo padre era un pescatore umano che si innamorò di una sirena, la quale ritornò in mare appena dopo averla data alla luce, lasciando però sulla porta di casa sua un amuleto magico per proteggerla dai mostri. Pur essendo stata cresciuta da suo padre, dopo la sua morte in una tempesta, Isma è stata ostracizzata dalla sua comunità per paura che il suo status di sirena invocasse l'ira del Dio dei Mari. Ciò ha però instillato nella giovane una grande curiosità sulla propria madre e sull'esistenza delle sirene. Dopo essersi incontrata con Gatsu e la sua compagnia e averli aiutati nello scontro con il Dio dei Mari, Isma scopre il suo vero nome e diviene capace di trasformarsi a suo piacimento in una sirena. Con la morte del Dio dei Mari e la distruzione della sua isola natia, Isma si unisce al gruppo di Gatsu nel loro viaggio verso Elfheim.

## Mano di Dio

La Mano di Dio

La Mano di Dio (ゴッドハンド?, Goddo Hando) è un gruppo di arcidemoni che risiede nella zona più profonda del mondo degli spiriti, esecutori in Terra dell'entità maligna conosciuta come "Il dio non creato dagli uomini" o "Il dio degli abissi". Costituiscono gli antagonisti principali della serie. Ben poco si sa di loro, se non che come gli apostoli, tutti i membri della Mano di Dio erano un tempo esseri umani, scelti dal destino entrarono in possesso del Bejelit cremisi trascesero in entità oscure estremamente potenti. Ogni 216 anni un rituale noto come Eclissi ha luogo per eleggere un nuovo membro della mano attraverso un sacrificio di massa. A differenza degli apostoli i membri della Mano di Dio non possono però assumere una forma corporea nel piano mortale e sono costretti a ricorrere solo momentaneamente a corpi rudimentali. È possibile rimediare a ciò attraverso la Cerimonia di Incarnazione, che ha luogo una volta per millennio e durante la quale colui che l'ha invocata utilizza il proprio corpo per reincarnare permanentemente uno dei membri della mano, offrendo al tempo stesso in sacrificio un gran numero di esseri viventi. Quando Grifis viene reincarnato con successo dopo la distruzione della Torre della Condanna di Albione, i quattro rimanenti membri della Mano di Dio si separano e iniziano a vagare per il mondo astrale. Si reincarnano, infine, quando Grifis rimuove la barriera tra il mondo mortale e quello astrale.

### Boid
Boid (ボイド?, Boido), Void nell'edizione italiana dell'anime, è il membro più anziano della Mano di Dio. Si presenta come un essere alto e avvolto in un grande mantello nero. Ha braccia lunghe e mani con sei dita artigliate, un cervello di abnormi dimensioni che fuoriesce dal cranio privo di calotta, la parte inferiore del volto orrendamente scarnificata e le palpebre cucite. È il componente della mano più filosofico e si occupa principalmente di osservare e analizzare il corso del destino. È inoltre colui che marchia le vittime sacrificali durante le Eclissi.
Doppiato in giapponese da Unshō Ishizuka (anime 1997 e 2016) e Shinji Ogawa (film) e in italiano da Mario Scarabelli (anime 1997) e Claudio De Davide (film).

### Slan
Slan (スラン?, Suran) è l'unico componente femminile della Mano di Dio, soprannominata dal Cavaliere del Teschio la "Meretrice di Visceri". Appare come una donna completamente nuda con ali in pelle e dei capelli simili a viticci. Estremamente sadica, gode della crudeltà e degli effetti che essa ha sulle persone. Manipola segretamente l'umanità attraverso un culto pagano che la venera con il soprannome di "Dea delle Fiamme". Sembra essere profondamente affascinata da Gatsu sin dal loro primo incontro, e il suo interesse è cresciuto in seguito alla sconfitta del Conte, portandola a desiderare di renderlo il suo schiavo sessuale. Dopo la Cerimonia di Incarnazione che ridona a Grifis una forma corporea, Slan si separa dagli altri membri della Mano di Dio e inizia ad agire in proprio, manifestando il Clifoto all'interno di una foresta e utilizzando i visceri di alcuni troll per apparire temporaneamente sul piano mortale e torturare Gatsu, cercando di portarlo alla disperazione così da attivare il suo Bejelit. L'arrivo del Cavaliere del Teschio permette però a Gatsu di liberarsi e trafiggerla con l'Ammazzadraghi, mettendola in fuga.
Doppiata in giapponese da Atsuko Tanaka (anime 1997 e 2016) e Miyuki Sawashiro (film) e in italiano da Caterina Rochira (anime 1997) e Cristiana Lionello (film).

### Urbick
Urbick (ユービック?, Yūbikku), Ubick nell'edizione italiana dell'anime, è un membro della Mano di Dio che appare come un piccolo demone fluttuante che indossa un paio di occhiali e ha dei tentacoli al posto delle gambe. Sempre con un ghigno malvagio stampato in volto, Urbick appare come un vero ingannatore; può infatti persuadere i potenziali apostoli a completare il rituale del sacrificio mostrando loro immagini del loro passato o, come nel caso di Grifis, riflessi del loro subconscio. Pur non mentendo, Urbick distorce la verità per porre il diretto interessato nella condizione di effettuare il sacrificio.
Doppiato in giapponese da Chafūrin (anime 1997 e film) e in italiano da Claudio Moneta (anime 1997) e Elio Pandolfi (film).

### Conrad
Conrad (コンラッド?, Konraddo) è il membro della Mano di Dio che si occupa dell'inevitabilità e del destino. Appare come un volto umano raggrinzito che sormonta un corpicino di piccola statura. È lui ad avere eretto la gigantesca struttura a forma di mano che eleva Grifis sopra la Squadra dei Falchi durante l'Eclissi. A differenza del resto della Mano di Dio, Conrad è un individuo particolarmente riservato il cui unico desiderio è quello di spargere morte e pestilenza in tutto il mondo; è infatti stato lui a orchestrare la peste nera attraverso dei ratti per portare i profughi a fuggire da Albione e raggiungere la Torre della Condanna, venendo così sacrificati durante la Cerimonia di Incarnazione.
Doppiato in giapponese da Toku Nishio (anime 1997) e Rikiya Koyama (film) e in italiano da Marco Balbi (anime 1997) e Stefano Alessandroni (film).

## Nuova Squadra dei Falchi
Una volta ritornato sul piano mortale, Grifis fonda una seconda Squadra dei Falchi servendosi sia di esseri umani che di apostoli.

### Zodd
Zodd (ゾッド?, Zoddo) è un apostolo assetato di sangue che da più tre secoli vaga per i campi di battaglia massacrando chiunque in cerca di degni avversari; durante questo periodo si è guadagnato i soprannomi di "Nosferatu" e "L'immortale". Può trasformarsi in una belva con testa e coda di una tigre e due ali simili a quelle di un pipistrello. A differenza della maggior parte degli apostoli, Zodd non è spinto dalla malvagità fine a sé stessa e sembra mantenere una sorta di personale codice cavalleresco: infatti sebbene sia spietato e sanguinario in battaglia, non infierisce sui civili, non divora gli umani e non partecipa ai banchetti dell'Eclissi. Appare per la prima volta quando sconfigge Gatsu e Grifis nell'assalto a un castello, risparmiandoli solo dopo aver notato il Bejelit cremisi di Grifis e aver compreso la verità su quanto accadrà alla Squadra dei Falchi. È inoltre un antico rivale del Cavaliere del Teschio e, con il tempo, inizierà a vedere anche Gatsu come degno avversario. Pochi anni prima della Cerimonia di Incarnazione, viene sconfitto in sogno da Grifis e perde il corno sinistro. Al termine del rituale, giunge ad Albione per unirsi al rinato Grifis, divenendo il suo braccio destro e il primo membro della sua nuova Squadra dei Falchi. In un successivo momento, lui e Gatsu collaboreranno per sconfiggere l'apostolo ribelle Ganishuka, lasciando sul suo volto una vistosa cicatrice.
Doppiato in giapponese da Kenji Utsumi (anime 1997) e Kenta Miyake (film e anime 2016) e in italiano da Tony Fuochi (anime 1997) e Giorgio Bassanelli Bisbal (film).

### Gurnbeld
Gurnbeld (グルンベルド?, Gurunberudo) è un mastodontico apostolo dai capelli rossi dotato di una forza smisurata, che indossa un'armatura di scaglie di drago e brandisce un martello da guerra e uno scudo che cela un cannone. Quando era ancora un semplice umano, divenne famoso nella guerra dei cent'anni per aver tenuto testa a un esercito di tremila soldati da solo per diversi mesi. Segue il codice d'onore dei cavalieri e disapprova gli scontri troppo sbilanciati o la violenza gratuita. La sua trasformazione in apostolo ricalca un drago ricoperto da grandi escrescenze cristalline appuntite e con la possibilità di sputare fuoco dalla bocca. Gurnbeld affronta Gatsu con indosso l'armatura del berserk alla dimora di Flora; lo scontro si rivela equilibrato fino a quando Flora non si sacrifica per permettere la fuga del Guerriero Nero e dei suoi compagni.

Gurnbeld sulla copertina del romanzo Il cavaliere del drago di fuoco

Doppiato in giapponese da Kiyoyuki Yanada (anime 2016).

### Rocks
Rocks (ロクス?, Rokusu), noto anche con il soprannome di "Cavaliere dei Raggi di Luna", è un apostolo che viene scelto da Grifis come uno dei generali della sua nuova Squadra dei Falchi e il capitano della divisione dei lancieri. Nella giostra è pressoché imbattuto e, prima di Grifis, era troppo orgoglioso per servire chiunque altro. Anche nella nuova Squadra dei Falchi mantiene un atteggiamento onorevole e impavido. Quando trasformato, si fonde con il proprio cavallo e diventa una sorta di centauro metallico, con la sua lancia che diviene una lunghissima lancia a doppia punta.
Doppiato in giapponese da Shōgo Nakamura (anime 2016).

### Arwain
Arwain (アーヴァイン?, Āvain) è un esperto arciere della nuova Squadra dei Falchi. Autoproclamato cacciatore e individuo molto taciturno e solitario, ama accamparsi nei boschi dedicandosi al suo passatempo preferito: suonare il liuto accanto al fuoco. I suoi occhi sono privi di pupille e iridi, ma in compenso il suo mostruoso arco ha un occhio demoniaco al centro del manico. La sua precisione con l'arco è impareggiabile ed è capace di scoccare numerose frecce contemporaneamente senza mai mancare il bersaglio. Quando trasformato, la parte inferiore del corpo si tramuta in una bestia dotata di corna e di pelliccia. In questa forma, può staccare e torcere i peli della sua coda per usarli come frecce che scocca usando le corna. Una volta che queste speciali "frecce" centrano il bersaglio, crescono improvvisamente diventando aculei che ne perforano completamente il corpo. È particolarmente affezionato a Sonia, che lo ha cavalcato durante lo scontro finale con Ganishuka.

### Laqushas
Laqushas (ラクシャス?, Rakushasu) è un subdolo assassino che si è unito alla nuova Squadra dei Falchi dopo essere stato esiliato dal clan dei Barkilaka dell'impero Kushan. È amorfo e il suo intero corpo appare avvolto da un mantello nero, mentre il volto è celato da una maschera bianca con tre occhi gialli. Utilizza le proprie abilità come assassino per nascondersi fra le ombre e trafigge i nemici con lame affilate che secerne dal suo stesso corpo. Quando trasformato, diventa gigantesco e i suoi tentacoli più lunghi. La sua unica debolezza è il fuoco. Benché sia lui a mostrare a Shilat l'orribile processo attraverso il quale Ganishuka realizza i suoi soldati mostruosi, le sue motivazioni sono tutt'altro che nobili ed egli stesso ammette di essersi unito a Grifis solo per assicurarsi che nessuno possa ucciderlo se non lui. Dopo l'incontro tra Grifis e Rickert, attenta alla vita del ragazzo a Falconia durante la notte, ma viene combattuto da Shilat.
Doppiato in giapponese da Masashi Nogawa (anime 2016).

### Sonia
Sonia (ソーニャ?, Sōnya) è una ragazza unitasi alla nuova Squadra dei Falchi e che nutre una profonda devozione verso Grifis. I suoi genitori sono stati uccisi quando i Kushan hanno attaccato il suo villaggio. Da allora è stata loro prigioniera, fino a quando le forze di Grifis non l'hanno liberata. Pur essendo circondata da un mondo surreale e orribile, mantiene sempre un contegno sereno e allegro. È una chiaroveggente e il suo potere viene amplificato dalla presenza di Grifis, del quale è infatuata. Utilizza la propria abilità per leggere le emozioni delle persone e interpretare visioni riguardanti il futuro. Fa amicizia con Shilke durante il loro incontro a Vritanis e profetizza che si incontreranno nuovamente. In seguito alla fondazione di Falconia viene nominata pontefice da Grifis.
Doppiata in giapponese da Yoshino Nanjō (anime 2016).

### Myur Wolflame
Myur Wolflame (ミュール ウルフラーム?, Myũru Urufurāmu) è un giovanissimo nobile di Midland che si imbatte in Sonia dopo essere stato salvato, insieme a suoi soldati, da alcuni Kushan dall'intervento di Arwain. Quando Sonia gli presenta Grifis, ne rimane incantato e si unisce alla sua nuova Squadra dei Falchi. Da allora ha assunto il ruolo di guardiano e protettore di Sonia, un ruolo che tollera a fatica. Si imbatte in Isidoro a Vritanis mentre cerca Sonia e instaura con lui un legame di rivalità.
Doppiato in giapponese da Mitsuki Saiga (anime 2016).

## Apostoli
Gli apostoli un tempo erano umani, ma tramite il karma ed entrando in possesso del Bejelit hanno sacrificato al male ciò che più amavano, trascendendo così in demoni immortali. La sola regola che gli apostoli hanno sulla Terra dettatagli dalla Mano di Dio è di fare ciò che vogliono. A differenza dei cinque arcidemoni, se il corpo di un apostolo dovesse morire finirebbe trascinato nel vortice infernale.

### Barone Serpente
Il Barone Serpente (ヘビ男爵?, Hebi Danshaku) è un apostolo mercenario che risiede nel castello di Koca e ha obbligato il sindaco della città vicina a fornirgli carichi di esseri umani dei quali lui può cibarsi. Quando si trasforma, diviene un mastodontico cobra umanoide con il volto umano nascosto nelle fauci del serpente e la lingua biforcuta che fuoriesce dalla bocca umana. Viene sconfitto da Gatsu grazie al suo cannone e ad Ammazzadraghi e infine torturato per farsi rivelare il nascondiglio della Mano di Dio, informazione di cui il barone non è a conoscenza, trattandosi di un apostolo minore. Gatsu lo abbandona quindi a bruciare tra le fiamme. Nell'anime Gatsu riesce anche a derubarlo del Bejelit verde, che nel manga invece sottrae a Vargas.
Doppiato in giapponese da Kan Tokumaru (anime 1997) e in italiano da Marco Balbi (anime 1997).

### Conte
Il Conte (伯爵?, Hakushaku), nella sua forma umana, appare con uomo estremamente obeso che trae piacere nel condannare a morte degli innocenti accusandoli di eresia. Divenne un apostolo dopo aver scoperto che sua moglie partecipava a orge pagane, massacrando quindi tutti gli eretici e attivando il Bejelit solo dopo aver tentato il suicidio poiché distrutto dal suo tradimento. Dopo aver offerto quindi la moglie come sacrificio alla Mano di Dio, venne tramutato in una gigantesca lumaca tentacolare dalle fauci dentate e con il proprio volto umano sulla fronte. Si imbatte per la prima volta in Gatsu durante l'Eclissi, dove usa il cadavere sventrato di Pipin per attirarlo in trappola. Gatsu lo incontra poi nuovamente e lo affronta in combattimento, dove il guerriero si fa scudo con sua figlia Teresia, riuscendo a contrattaccare e a lasciare il Conte in fin di vita. Al contatto col suo sangue, il Bejelit si attiva nuovamente, attirando i tre nella dimensione della Mano di Dio. Lì gli arcidemoni offrono al Conte la possibilità di salvarsi sacrificando loro Teresia, ma l'uomo, nutrendo ancora affetto per la figlia, esita e il suo spirito viene trascinato all'inferno da uno sciame di dannati. Il Bejelit del Conte rimane in possesso di Gatsu per tutto il resto dell'avventura. Nell'anime non è presente.

### Wiald
Wiald (ワイアルド?, Waiarudo) è il sadico apostolo a capo dei Cani Neri, una squadriglia di Midland composta esclusivamente da criminali. Quando si trasforma, diviene un gigantesco essere simile a un primate, con un occhio enorme nel petto e delle gigantesche fauci sulla pancia. Viene incaricato dal Re di Midland di dare la caccia a Grifis e alla Squadra dei Falchi. Ferito gravemente da Gatsu durante il loro scontro, tenta di spingere Grifis ad attivare il Bejelit cremisi nella speranza di ritrovarsi dalla Mano di Dio ed essere salvato. Tuttavia, scopre troppo tardi che il torturatore di Grifis lo aveva gettato via e, ormai in punto di morte, viene finito da Zodd. Alla morte, il suo cadavere lo rivela per ciò che era realmente: un fragile anziano. A causa della violenza esplicita presente nei capitoli a lui dedicati, il personaggio di Wiald è stato tagliato dall'anime del 1997.

### Lucine
Lucine (ロシーヌ?, Roshīnu) è un apostolo dal corpo di falena che infesta la Valle della Nebbia. Col tempo ha creato uno sciame di famigli bestiali dall'aspetto di elfi, con cui rapisce i bambini dei villaggi vicini per trasformarli a loro volta in sottoposti. Da bambina era spesso infelice per via delle violenze e delle tensioni in famiglia: la madre venne violentata da un bandito tempo addietro, e il marito, aveva sempre rinnegato la sua paternità. Così, utilizzando il suo Bejelit, sacrificò i suoi genitori alla Mano di Dio e diventò un apostolo andando a vivere nel bosco. Quando Gatsu giunge al villaggio di Jill entra subito in conflitto con Lucine e i suoi sottoposti. Lucine si mette in fuga, ma torna al villaggio per prendere la sua amica d'infanzia Jill e portarla nella Valle della Nebbia. All'arrivo di Gatsu, il guerriero e Lucine si sfidano in combattimento in cui Gatsu prevale lasciando Lucine in fin di vita. Prima di poter assestare il colpo di grazia, tuttavia, il guerriero è allontanato dai soldati della Santa Catena Ferrea e Lucine si rimette in volo ma muore per le ferite riportate.

### Apostolo Bejelit
L'Apostolo Bejelit era un nessuno che viveva senza nome né identità alla base della Torre della Condanna di Sant'Albione. Diventa apostolo dopo aver sacrificato il creato alla Mano di Dio in cambio di un mondo perfetto, diventando un Bejelit vivente. I suoi poteri consistono nel poter rendere altre persone dei semi-apostoli, come avvenuto con Mozgus e i suoi seguaci. L'Apostolo Bejelit decide di sacrificare la sua esistenza per attivare una cerimonia di rinascita e riportare Grifis nel mondo reale. Nei suoi ultimi momenti, risale la torre di Albione trovandovi per caso il figlio di Gatsu e Caska. Riconoscendo in lui l'essere che aveva protetto Caska dagli spiriti maligni, lo inghiotte e utilizza il suo corpo come involucro per far risorgere il membro della Mano di Dio.

### Ganishuka
Ganishuka (ガニシュカ?) è l'imperatore Kushan, a capo di un vasto impero orientale. Ganishuka crebbe nel covo di vipere che era la famiglia reale Kushan, sopravvivendo ad attentati e avvelenamenti e maturando l'idea che solo instillando paura e terrore nel prossimo avrebbe potuto governare. Un giorno però una congiura ordita da suo figlio ai suoi danni lo sorprese, ma prima di morire Ganishuka attivò il Bejelit che gli aveva donato Daiba e sacrificò proprio il suo discendente per rinascere come apostolo. In questo stato può controllare l'acqua e l'aria per trasformarsi in nebbia, con pochi punti deboli e la capacità di scagliare potenti saette.

Ganishuka nel suo aspetto da apostolo

A differenza degli altri apostoli, Ganishuka non riconosce Grifis come suo capo e condottiero e si ribella alla sua guida per riportare l'impero Kushan ai suoi antichi splendori. Per fare ciò ricorre alle arti demoniache di Daiba per realizzare un Bejelit artificiale dai corpi di apostoli catturati, con cui crea un esercito di creature demoniache per invadere le Midlands. Dopo aver conquistato Windom e averla trasformata in un covo di atrocità e terrore, Ganishuka si trova a fronteggiare Grifis e la nuova Squadra dei Falchi a Vritanis, ma subisce una battuta di arresto e acconsente di rimandare lo scontro decisivo in un secondo momento a Windom. Capendo di non poter fronteggiare il membro della Mano di Dio, Ganishuka tenta di trascendere la condizione di apostolo immergendosi nel Bejelit artificiale e trasformandosi in un mostro gigantesco con numerose braccia e tentacoli, al prezzo della sua sanità mentale. Ganishuka viene infine ucciso da un fendente della Spada del Richiamo, fungendo inconsapevolmente da portale per far confluire il piano astrale nel mondo reale e cristallizzandosi in un enorme albero in prossimità di Falconia.

## Corte reale delle Midlands

### Re delle Midlands
Il Re delle Midlands (ミッドランド国王?, Middorando Kokuō) è un sovrano gravato dal peso dell'estenuante guerra tra la sua nazione e il regno di Tuder. Impressionato dalle vittorie riportate dalla Squadra dei Falchi, il re inserisce la banda nelle file dell'esercito regolare delle Midlands e nomina Grifis conte nonostante le sue origini e la disapprovazione dei nobili e della corte; proprio un'azione della Squadra dei Falchi porta alla caduta di Doldrey e alla conclusione del conflitto con la vittoria delle Midlands. Quando però Grifis seduce la giovane principessa Charlotte, il re, che ha un'ossessione al limite dell'incesto per la figlia, lo fa arrestare e dichiara fuorilegge la Squadra dei Falchi. Durante l'anno di prigionia di Grifis, solo ed estromesso dalla figlia, il sovrano si ammala gravemente incominciando a mostrare segni di deperimento fisico e mentale. A seguito dell'evasione di Grifis, invia all'inseguimento della Squadra dei Falchi alcuni guerrieri Barkilaka e la banda dei Cani Neri, i quali però falliscono la missione. Deperito e in preda alla pazzia, finisce i suoi giorni ossessionato dalla figura di Grifis e dal sogno, condiviso col resto del mondo, dell'avvento del Falco. È doppiato da Tamio Ōki e in italiano da Marco Balbi nella serie TV e Romano Malaspina nei film.

### Charlotte
Charlotte (シャルロット?, Sharurotto) è la principessa delle Midlands, figlia del re e della sua prima moglie. Giovane e innocente, viene sedotta da Grifis e si innamora di lui. È lei in seguito ad aiutare la Squadra dei Falchi a far evadere il suo amato e a mostrare loro una via di fuga da Windom. Alla morte del padre, Charlotte diviene la regina delle Midlands. Quando la capitale viene conquistata dai Kushan, Charlotte viene fatta prigioniera da Ganishuka, il quale intende prenderla in moglie per legittimare le sue rivendicazioni sulle Midlands. Nonostante suo padre sia morto, Charlotte ha ancora visioni terribili, della sua immagine grottesca che cerca di assalirla. Ancora legata a Grifis, Charlotte prende tempo, fino a quando viene liberata proprio dal suo amato insieme con Zodd e portata in salvo. In seguito nomina la nuova Squadra dei Falchi esercito regolare delle Midlands e annuncia il suo fidanzamento con Grifis. È doppiata in giapponese da Yuri Shiratori nella serie TV e da Aki Toyosaki nei film e in italiano da Debora Magnaghi nella serie TV e da Flavia Faloppa nei film.

### Yulius
Yulius (ユリウス?, Yuriusu) è il fratello minore del re e il comandante della cavalleria del Drago Bianco. Intrattiene una relazione segreta con la regina. Yulius non vede di buon occhio la rapida ascesa sociale di Grifis e cospira insieme con il ministro Phos per assassinarlo durante una battuta di caccia, facendo passare la cosa come un incidente. Il piano tuttavia fallisce poiché la freccia indirizzata a Grifis colpisce il Bejelit e, per ritorsione, Grifis incarica Gatsu di uccidere Yulius. Il guerriero esegue il suo compito, ma, mentre si dilegua, viene scoperto dal figlioletto di Yulius, Adonis, e per non lasciare testimoni è costretto a ucciderlo a sua volta. È doppiato da Ryūji Mizuno e in italiano da Riccardo Lombardo nella serie TV e Luca Biagini nei film.

### Phos
Phos (フォス?, Fosu) è un ministro delle Midlands. Perspicace e astuto, si districa a corte tra complotti e macchinazioni. Phos non vede di buon occhio la rapida ascesa sociale di Grifis, e pianifica un attentato ai suoi danni con Yulius prima e la regina poi. Prima che il secondo complotto possa aver luogo, tuttavia, Grifis rapisce la figlia di Phos, Elise, e costringe il ministro a tradire gli altri cospiratori per rivederla viva. Con l'aiuto di Phos, Grifis uccide quindi la regina, liberando poi Elise. Durante l'occupazione Kushan di Windom, Phos è mostrato come uno dei capi della resistenza. Con la nascita di Falconia, Phos, diventa infine uno dei principali consiglieri della regina e insieme agli altri suoi colleghi, discutono dei problemi interni che hanno iniziato a sorgere a Falconia. Phos è il solo che non si lascia condizionare dai discorsi solenni di Grifis, avendo compreso da molto tempo il suo modo di agire, definendo Grifis, un astuto manipolatore che è in grado di ammaliare la gente, spingendola a fare quello che vuole lui. È doppiato da Masato Tsujimura e Adolfo Fenoglio.

### Regina delle Midlands
La Regina delle Midlands (ミッドランド王妃?, Middorando Ōhi) è la seconda moglie del re e la matrigna di Charlotte. Il suo disappunto nei confronti di Grifis sfocia in odio aperto con l'uccisione, ordinata dal Falco, del suo amante Yulius. Insieme con Phos elabora un piano per avvelenare Grifis, ma l'uomo anticipa le sue mosse e manipola Phos nel tradire la sovrana e rinchiuderla in una torre insieme con il resto dei cospiratori. Grifis dà poi fuoco alla torre uccidendola. È doppiata da Toshiko Sawada e Daniela Trapelli.

### Ravan
Laban (ラバン?, Raban) è un consigliere del re delle Midlands e uno dei primi sostenitori di Grifis nella guerra contro Tuder. Durante l'occupazione Kushan di Windom è uno dei leader della resistenza e in seguito ricopre un ruolo di rilievo nella corte di Grifis a Falconia.

### Owen
Owen (オーウェン?, Ōwen) è un membro della corte reale delle Midlands e un amico di Ravan. In seguito ricopre un ruolo di rilievo nella corte di Grifis a Falconia.

## Altri personaggi

### Gambino
Gambino (ガンビーノ?, Ganbīno) è il capo di una compagnia di ventura, nonché il padre adottivo di Gatsu. Gambino allena Gatsu a diventare un mercenario e lo inizia all'arte della spada. Nonostante Sys muoia tre anni dopo aver raccolto Gatsu, Gambino continuerà ad allenarlo, ed è lui a provocargli la sua prima profonda ferita sul naso durante un allenamento. Tuttavia, anche se cresce e addestra Gatsu come un padre adottivo, non perde mai occasione per trattarlo male e arriva addirittura a venderlo per poche monete a Donovan, un suo compagno, che violenterà il piccolo Gatsu. Col passare degli anni l'abilità di Gatsu cresce sempre di più e l'insofferenza nei suoi confronti da parte di Gambino va di pari passo. Durante uno dei soliti assalti però, Gambino viene colpito da una cannonata in battaglia e perde la gamba destra. Questo episodio condiziona fortemente la psiche del padre adottivo di Gatsu, che lo ritiene colpevole non solo del suo ferimento, ma anche della morte di Sys. Quindi l'uomo spinto dall'ira e alimentato dall'alcol si avventa contro Gatsu per tentare di assassinarlo, ma il giovane reagisce d'impulso e lo trafigge a morte. La figura di Gambino è comunque una costante nel cammino di Gatsu, e torna periodicamente a tormentarlo. È doppiato da Norio Wakamoto e Gianfranco Gamba.

### Godor
Godor (ゴドー?, Godō) è un fabbro che è vissuto per anni in totale solitudine a causa di un malinteso avuto con un signore locale; quest'ultimo gli ordinò infatti di costruire una spada in grado di ammazzare un drago, ma la zanbato che Godor produsse si rivelò così grande e pesante che nessun cavaliere sarebbe mai riuscito a brandirla. Per questo il signore diede ordine di persecuzione e il fabbro si ritirò a vivere in isolamento in montagna. In un villaggio raso al suolo dalla guerra trovò una neonata, che prese a vivere con sé come una figlia e che chiamò Erika, istradandola al lavoro di fabbro. Quando Gatsu decide di lasciare la Squadra dei Falchi, Godor accoglie il guerriero e lo lascia allenare nel suo rifugio per un anno. In seguito all'eclisse, ospita nuovamente Gatsu e Caska mentre si riprendono dalle atrocità subite. Godor equipaggia poi il guerriero con la spada Ammazzadraghi e il braccio meccanico per permettergli di dare la caccia agli apostoli. Afflitto da problemi di salute a causa dell'età avanzata, negli anni a venire prende Rickert come proprio allievo e gli insegna il mestiere. Al ritorno di Gatsu e Caska da Sant'Albione, i due apprendono da Rickert che Godor è morto qualche tempo prima ed è sepolto nel cimitero delle spade. È doppiato da Hirotaka Shimasawa e Antonio Paiola.

### Adon Koborwitz
Adon Koborwitz (アドン・コボルイッツ?, Adon Koboruittsu) è il comandante dell'armata della Balena Blu di Tuder. Sboccato e presuntuoso, ogni qual volta che affronta un avversario si cimenta in tecniche che provengono dalla lunga tradizione dei segreti della famiglia Koborwitz. Adon si distingue inoltre per vigliaccheria e misoginia. Affronta la Squadra dei Falchi prendendo di mira soprattutto Caska. Lo scontro con la donna si risolve in un nulla di fatto grazie all'intervento di Gatsu, che tuttavia è costretto ad abbandonare lo scontro per salvare Caska precipitante in un burrone. Nonostante Gatsu e Caska non partecipassero allo scontro, l'armata di Adon viene sconfitta e costretta alla resa. Il comandante però vuole ritrovare a tutti i costi i due nemici caduti nel burrone e vi riesce con un manipolo di cento soldati. Contro Gatsu e Caska, Adon impiega tutti e cento i suoi sottoposti, venendo però sconfitto e umiliato. Per salvarsi dalla furia di Gatsu, adotta uno dei suoi segreti e finge di essere morto. Una volta tornato alla base, Adon affronta l'ira del generale Bascon, il quale lo sospende dalla carica di comandante e gli vieta di partecipare all'assalto ai Falchi in difesa della fortezza. Nonostante accetti mal volentieri gli ordini, Adon si dimostra stavolta molto scaltro organizzando uno schieramento difensivo per sventare un eventuale attacco a sorpresa. Fronteggia quindi in combattimento Caska, e, nonostante la ferisca con una lama avvelenata, viene infine ucciso dalla donna. È doppiato da Tesshō Genda e in italiano da Claudio Moneta nella serie TV e Renzo Stacchi nei film.

### Bascon
Bascon (ボスコーン?, Bosucōn) è il generale dell'Ordine del Sacro Rinoceronte Viola, una divisione di cavalleria pesante e la più forte armata del regno di Tuder. È unanimemente riconosciuto come il più temibile dei generali di Tuder e per questo gli viene affidata la difesa della strategica fortezza di Dordrey. Durante lo scontro con la Squadra dei Falchi, Bascon tiene a bada molto bene gli avversari, uccidendone parecchi. Quando Grifis lancia la ritirata, Bascon è l'unico a capire che si tratta di una trappola, ma poiché è sottomesso agli ordini di Genon, lui e il suo esercito si lanciano all'inseguimento del Falco bianco. Giunti sulla riva del fiume, Bascon ingaggia un feroce duello con Gatsu, il quale riesce a tenergli testa finché la sua enorme spada non si spezza. Bascon si appresta a uccidere il guerriero, ma Gatsu è soccorso all'ultimo momento da Zodd, che gli lancia la sua scimitarra con cui Gatsu fende in due Bascon. Nei film Bascon affronta Gatsu senza che questi venga aiutato da nessuno, e viene sconfitto poiché gli viene scagliata contro prima un'alabarda per disorientarlo e poi gli viene staccata la testa. È doppiato da Ikuya Sawaki e in italiano da Antonio Paiola nella serie TV e Massimo Foschi nei film.

### Cavaliere del Teschio

Il Cavaliere del Teschio con Gatsu

Il Cavaliere del Teschio (髑髏の騎士?, Dokuro no kishi) è una figura misteriosa che appare solitamente a cavallo, vestito di un'armatura completa irta di spine e dall'elmo a forma di teschio. Dimostra di avere poteri e conoscenze sovrumane ed è nemico giurato della Mano di Dio e degli apostoli, i quali sembrano temerlo poiché egli è in grado di uccidere dozzine di apostoli senza problemi. In passato era il proprietario dell'armatura del Berserker. Si è scontrato varie volte contro Zodd che considera suo rivale e finora nessuno è riuscito a prevalere sull'altro. Appare per la prima volta quando Gatsu lascia la Squadra dei Falchi, per mettere in guardia il guerriero sull'incombente evento mortale che lo coinvolgerà e a cui si riferisce come Eclissi. Durante la cerimonia poi irrompe a soccorrere Rickert, Gatsu e Caska. Benché gli apostoli cerchino di attaccarlo, Il Cavaliere del Teschio mostra una forza superiore alla loro uccidendone svariati senza sforzo. Quando Phemt è sul punto di attaccarlo con i suoi nuovi poteri, il cavaliere intuisce in anticipo il suo attacco riuscendo a schivarlo. In seguito interviene altre volte ad aiutare e consigliare Gatsu: a Sant'Albione, nel Clifoto, nella dimora di Flora e nella spiaggia di Vritanis. Durante il combattimento tra la nuova Squadra dei Falchi e l'imperatore Ganishuka, il Cavaliere del Teschio tenta di colpire Grifis con la Spada del Richiamo, ma il membro della Mano di Dio prevede le sue intenzioni e deflette il colpo su Ganishuka; ciò apre una fenditura tra gli strati dell'esistenza e causa il sovrapporsi del piano astrale e del mondo reale. È doppiato da Akio Ōtsuka e Massimo Lodolo.

### Shilat
Shilat (シラット?, Shiratto) è un esperto guerriero orientale. Utilizza uno stile rapido e acrobatico e ricorre spesso ad armi supplementari come katara, chakram e urumi. Combatte Gatsu in due occasioni durante il periodo che il Guerriero Nero trascorre separato dalla Squadra dei Falchi, ma è sconfitto entrambe le volte. In seguito viene rivelato che Shilat è il capo dei Barkilaka, un clan di potenti combattenti che sono stati sottomessi dall'imperatore Kushan e che cercano di emanciparsi per ripristinare il loro popolo agli antichi fasti. Durante l'invasione Kushan tenta di catturare Grifis, ma i suoi sforzi sono vani. Scoperto che Ganishuka è un apostolo responsabile di esperimenti magici e atrocità ai danni dei suoi sottoposti, Shilat perde fiducia nel suo comandante, e, quando Grifis trionfa sul suo avversario e prende possesso di Falconia, si rifiuta di giurare nuovamente fedeltà a un demone e si dilegua con Rickert e Daiba verso la roccaforte dei Barkilaka. Dispone di quattro abili e muscolosi sottoposti, i Tarpasa, che fungono da guardie del corpo e da aiutanti. È doppiato da Yūichi Nakamura e Loris Loddi.

### Figlio di Gatsu e Caska
Il figlio di Gatsu e Caska è un'entità nata anzitempo a seguito dell'eclisse e corrotta dalla violenza subita da Caska a opera di Phemt. Il feto assume così un aspetto mostruoso e dei poteri soprannaturali, che gli consentono di sparire e riapparire a piacimento e di contrastare altre entità spirituali. Sembra essere guidato dall'istinto e pertanto si trova a essere attirato e a supportare i suoi genitori. Rivela infine di saper parlare e avverte infine Gatsu che Caska sta rischiando di morire dopo essere stata catturata dalla santa inquisizione. Mentre Gatsu è intento ad andare a soccorerla, la piccola entità tiene lontani gli spiriti maligni affinché non lo rallentino. A Sant'Albione dà fondo a tutte le sue energie per proteggere Caska dagli spiriti maligni, ma prima di spirare viene trovato e inghiottito dall'Apostolo Bejelit, il quale usa il corpo del feto come involucro per far rinascere Grifis nel mondo reale. Parte dei suoi sentimenti rimangono dentro a Grifis, spingendolo a proteggere Caska da una caduta di massi.

### Mozgus
Mozgus (モズグス?, Mozugusu) è un inquisitore della Santa Sede. Fanatico, zelante e crudele, condanna alla tortura e alla pena capitale ogni persona accusata di eresia, non risparmiando neanche sé stesso dato che si sottopone quotidianamente a dolorose penitenze. Dovunque vada è accompagnato dal suo seguito di discepoli, composto da ragazzi deformi. Viene inviato dalla Santa Sede a Sant'Albione per arginare il dilagare dell'eresia. Nella città sottopone numerosi sospetti a torture e mutilazioni e fa arrestare Caska con l'accusa di essere una strega. In seguito, insieme con i suoi discepoli è trasformato in un quasi-apostolo dall'Apostolo Bejelit, assumendo l'aspetto di mostruose parodie angeliche. In questo stato combatte prima contro gli spiriti maligni che hanno invaso la città e in seguito contro Gatsu, che lo uccide. È doppiato da Rikiya Koyama.

### Flora
Flora (フローラ?, Furōra) è una strega esperta e potente e la maestra di Shilke. Abita un bosco incantato sulla strada per Vritanis, dove incontra il gruppo di Gatsu. In cambio del loro aiuto nello sconfiggere dei troll che minacciavano un villaggio locale, Flora consegna loro degli artefatti incantati, tra cui l'armatura del berserk, e dei sigilli per attutire il potere negativo dei marchi sacrificali di Gatsu e Caska. Quando Grifis invia la nuova Squadra dei Falchi a distruggere la dimora della strega, Flora, ormai prossima alla morte, si sacrifica trasformandosi in essere umanoide gigantesco fatto di fuoco e permettendo così a Gatsu, Shilke e compagni di fuggire. I nuovi poteri di Flora sono così potenti da bloccare tutti gli apostoli presenti, compreso Gurnbeld nella sua forma di drago, che non riesce a contrastare le sue fiamme. Ricompare nell'incubo condiviso di Caska, Shilke e Farnese per aiutare la sua allieva a recuperare i ricordi di Caska. Nell'isola degli elfi, il capo dei maghi rivela che Flora è trascesa, trasformandosi in uno spirito immortale superiore: un Daimon. È doppiata da Sumi Shimamoto.

### Federico de Vandimion
Federico de Vandimion (フェデリコ・ド・ヴァンディミオン?, Federiko de Vandimion) è il capofamiglia della nobile stirpe dei Vandimion e padre di Farnese e Magnifico. Grazie al suo potere e alla sua influenza, ha piazzato i suoi figli in ruoli di comando in modo da assicurare la prosperità della famiglia. Tramite una relazione extraconiugale è il padre naturale di Serpico.

### Daiba
Daiba è il comandante mago dell'esercito Kushan e uno stretto consigliere dell'imperatore Ganishuka. Appare come un anziano asceta capace di eseguire incantesimi ed evocazioni. A Vritanis affronta Gatsu, ma è sconfitto dal guerriero grazie all'aiuto di Shilke. Tornato a Windom, Daiba cerca di far desistere Ganishuka dall'immergersi nel Bejelit artificiale e assiste poi impotente alla trasformazione e alla sconfitta del suo comandante. Nel periodo successivo si nasconde a Falconia sotto l'identità di un vecchio stalliere e in seguito aiuta Rickert, Shilat e i suoi uomini a lasciare la città per raggiungere la roccaforte dei Barkilaka.

### Moonlight Boy
Un bambino misterioso e taciturno, trovato la prima volta da Gatsu e il suo gruppo in seguito allo scontro con gli apostoli presso la dimora di Flora. Ha i capelli lunghi e quando compare è quasi sempre nudo. Nell'opera non viene menzionato il suo nome ma il fandom lo indica con l'appellativo di "Moonlight Boy" (月下の少年?). Sembra che Caska abbia un legame particolare nei suoi confronti, in quanto tende istintivamente a proteggerlo. In più di un’occasione, ha salvato Gatsu posseduto dall'armatura del Berserk servendosi dei suoi misteriosi poteri in grado di respingere le tenebre. Dimostra di essere in grado di volare e di teletrasportarsi, potendo entrare anche nei rami dell'albero spirale e muovendocisi liberamente. Gatsu quando è posseduto dall'armatura, non lo vede come un'ombra ma come una piccola sagoma luminosa. Ricompare in seguito in una notte di luna piena, nella quale si ricongiunge a Gatsu e Caska e si trasforma in Grifis davanti ai loro occhi. Si viene in seguito a scoprire che questi non è altri che Griffith: dopo il suo ritorno sulla Terra, cambia ciclicamente aspetto, passando dalla sua forma originale a quella del bambino di Gatsu e Caska. Il bambino deforme era stato infatti inghiottito dal Bejelit apostolo, disciogliendosi per fare rinascere Grifis. Quando la luna è piena è il bambino a comparire, e in questo stato Grifis è come se si addormentasse.